# 血腥玛丽 (鸡尾酒)
血腥玛丽（英語：Bloody Mary），又稱迷人血瑪莉，是一种酒精含量较低的红色鸡尾酒，适合在饭前或早晨饮用。基本成分是伏特加、番茄汁和其他以辛辣香料为首的各种配料，如伍斯特醬、塔巴斯科辣椒酱、法式清汤、辣根、芹菜、橄榄、盐、黑胡椒、辣椒、柠檬汁、芹菜盐。因此也被一部分人認为是世界上最难喝的鸡尾酒。
血腥瑪麗的起源据说是1920年巴黎的“哈里的纽约”（Harry's New York）酒吧的调酒师弗南德·帕蒂奥（Fernand Petiot）发明的，他说有一个孩子建议起名叫“血腥玛丽”，因为这杯酒让他想起芝加哥的“血桶俱乐部”和其中的姑娘玛丽。由于他所在的酒吧名，使他起了念头，1934年帕蒂奥迁到纽约，在“大甘蓝”酒吧工作，将这个配方带到美国。酒店想将这种鸡尾酒改名，但由于血腥玛丽让人印象非常深刻，直接联想到英国女王玛丽一世的绰号“血腥玛丽”，所以改名没有成功。纽约人在饮用后认为鸡尾酒略显平淡，要求帕蒂奥往这种饮料中添加各种调料，于是就有了现在各式各样的复杂配方。

## 變種
许多酒吧的调酒师都有自己秘密的修正配方。基酒可以换成各种酒类，而血腥玛丽如果不含酒精，也叫“处女玛丽”。